# Szymonków (gromada)
Szymonków – dawna gromada, czyli najmniejsza jednostka podziału terytorialnego Polskiej Rzeczypospolitej Ludowej w latach 1954–1972.
Gromady, z gromadzkimi radami narodowymi (GRN) jako organami władzy najniższego stopnia na wsi, funkcjonowały od reformy reorganizującej administrację wiejską przeprowadzonej jesienią 1954 do momentu ich zniesienia z dniem 1 stycznia 1973, tym samym wypierając organizację gminną w latach 1954–1972.
Gromadę Szymonków z siedzibą GRN w Szymonkowie utworzono – jako jedną z 8759 gromad na obszarze Polski – w powiecie kluczborskim w woj. opolskim, na mocy uchwały nr VII/21/54 WRN w Opolu z dnia 4 października 1954. W skład jednostki weszły obszary dotychczasowych gromad Szymonków, Świniary Wielkie i Świniary Małe ze zniesionej gminy Krzywiczyny w tymże powiecie. Dla gromady ustalono 14 członków gromadzkiej rady narodowej.
31 grudnia 1959 do wsi Świniary Wielkie w gromadzie Szymonków włączono kolonię Wierzbica Dolna ze wsi Wierzbica Górna w gromadzie Wierzbica Górna w tymże powiecie.
Gromadę zniesiono 1 stycznia 1969, a jej obszar włączono do nowo utworzonej gromady Wołczyn w tymże powiecie.